# 松田基弘
松田 基弘（まつだ もとひろ、1981年1月20日 - ）は、日本のサッカークラブの監督。

## 来歴
1981年1月20日、福島県郡山市生まれ。広島県広島市で育つ。
現在は、香川県高松市で活動しているサッカークラブ「FC DIAMO」で監督をしている。